# Лександрова
Лександрова (пол. Leksandrowa) — село в Польщі, у гміні Новий Вісьнич Бохенського повіту Малопольського воєводства.
Населення — 756 осіб (2011).
У 1975-1998 роках село належало до Тарновського воєводства.

## Демографія
Демографічна структура станом на 31 березня 2011 року:
|          | Загалом | Допрацездатний вік | Працездатний вік | Постпрацездатний вік |
| -------- | ------- | ------------------ | ---------------- | -------------------- |
| Чоловіки | 360     | 86                 | 238              | 36                   |
| Жінки    | 396     | 94                 | 216              | 86                   |
| Разом    | 756     | 180                | 454              | 122                  |